# 熊本県道346号新八代停車場線
熊本県道346号新八代停車場線（くまもとけんどう346ごう しんやつしろていしゃじょうせん）は、熊本県八代市を通る一般県道である。

## 概要

### 路線データ
- 起点：熊本県八代市長田町上日置町（九州新幹線・鹿児島本線 新八代駅前、熊本県道345号西片新八代停車場線終点）
- 終点：熊本県八代市千丁町新牟田（千丁町古閑出交差点、熊本県道14号八代鏡宇土線交点、熊本県道245号共栄千丁停車場線上）

## 歴史
- 2004年（平成16年）8月2日 - 熊本県告示第815号により路線認定[1]。

## 路線状況

### 重複区間
- 熊本県道345号西片新八代停車場線（八代市上日置町）
- 熊本県道246号千丁停車場興善寺線（八代市千丁町吉王丸）
- 熊本県道245号共栄千丁停車場線（八代市千丁町吉王丸 - 八代市千丁町新牟田・千丁町古閑出交差点（終点））

## 地理

### 通過する自治体
- 八代市

### 交差する道路
| 交差する道路                                                                            | 交差する場所 | 交差する場所                             |
| --------------------------------------------------------------------------------------- | ------------ | ---------------------------------------- |
| 熊本県道345号西片新八代停車場線 重複区間起点                                            | 上日置町     | 九州新幹線・鹿児島本線 新八代駅前 / 起点 |
| 熊本県道345号西片新八代停車場線 重複区間終点                                            | 上日置町     |                                          |
| 熊本県道246号千丁停車場興善寺線 重複区間起点                                            | 千丁町吉王丸 |                                          |
| 熊本県道245号共栄千丁停車場線 重複区間起点 熊本県道246号千丁停車場興善寺線 重複区間終点 | 千丁町吉王丸 |                                          |
| 熊本県道14号八代鏡宇土線 熊本県道245号共栄千丁停車場線 重複区間終点                     | 千丁町新牟田 | 千丁町古閑出交差点 / 終点                |

### 交差する鉄道
- 鹿児島本線

### 沿線
- 九州新幹線・JR九州鹿児島本線 新八代駅
- JR九州鹿児島本線 千丁駅